# 亨滕
亨滕是德国莱茵兰-普法尔茨州的一个市镇。总面积6.15平方公里，总人口387人，其中男性208人，女性179人（2011年12月31日），人口密度63人/平方公里。